# Mil Mi-24
Mil Mi-24 ([Миль Ми-24] Napaka: {{Jezik}}: neveljaven parameter: |link= (pomoč), NATO oznaka: Hind) je velik dvomotorni jurišni helikopter, ki so ga načrtovali v Sovjetski zvezi pri biroju Mil. . Za razliko od večine drugih jurišnih helikopterjev ima Mi-24 možnost transporta od 8 vojakov ali 2400 kg tovora. V uporabi je od leta 1972, skupaj so proizvedli okrog 2300 helikopterjev, kar ga uvršča med najbolj proizvajani jurišni helikopter. Uporablja ga več kot 30 drugih držav.
Nato je dal eksportnim helikopterjem Mi-25 in  Mi-35 oznaki "Hind D" in "Hind E". Sovjetski pilot so mu dali vzdevek "leteči tank" (летающий танк), drugo vzdevki so "krokodil" (Крокодил) ali pa "kozarec" (Стакан).
V zgodnjih 1960ih je sovjetski konstruktor Mihail Mil začel razvijati leteče bojno vozilo, ki bi služilo kot jurišni helikopter in transportno vozilo. Leta 1966 so predstavili koncept V-24, ki je bil baziran na Mil Mi-22, slednji ni nikoli poletel. V-24 je imel v trupu prostora za 8 vojakov in manjša krila pri straneh, ki so služila kot nosilci za rakete in dvocevni top Grjazev-Šipunov GŠ-23L.
Drugi Sovjetski uradniki so nasprotovali projektu in trdili, da bi bilo bolj smotrno uporabiti sredstva za konvencionalna orožja. Mil je uspešno prepričal obrambnega ministra Adreja Grečko za odobritev projekta. Ameriški jurišni helikopterji iz Vietnamske vojne kot npr. Bell AH-1 Cobra so se izkazali kot zelo efektivni.
Inženirji Mil so predstavili dva dizajna, 7 tonski enomotorni in 10,5 tonski dvomotorni, oba z 1700 KM turbogrednimi motorji Izotov TV3-177A. Zgradili so več prototipov za preizkušanje.
Biro Kamov je predlagal Kamov Ka-25 kot poceni alternativno. Na koncu so izbrali dvomotorni Mil-ov dizajn. Zamenjali so 23 mm top z hitrostreljajočo strojnico in namestili protitankovske rakete 9K114 Šturm (AT-6 Spiral).

## Tehnične specifikacije
- Posadka: 2–3; pilot, operater orožja in tehnik (opcijsko=
- Kapaciteta: 8 vojakov ali 4 nosila ali 2400 kg tovora na zunanji kljuki
- Dolžina: 17,5 m (57 ft 4 in)
- Premer rotorja: 17,3 m (56 ft 7 in)
- Razpon kril: 6,5 m (21 ft 3 in)
- Višina: 6,5 m (21 ft 3 in)
- Površina rotorja: 235 m² (2 530 ft²)
- Prazna teža: 8 500 kg (18 740 lb)
- Maks. vzletna teža: 12 000 kg (26 500 lb)
- Motorji: 2 × Isotov TV3-117 turbogredi, 1 600 kW (2 200 KM) vsak

- Maks. hitrost: 335 km/h (208 mph)
- Dolet: 450 km (280 miles)
- Višina leta (servisna): 4 900 m (16 076 ft)

- Orožje:
- 12,7 mm Jakušev-Borzov Jak-B Gatling top  na večini helikopterjev, največ 1470 nabojev
- Dvocevni fiksni GSh-30K na Mi-24P, 750 nabojev
- Gibljivi dvocevni GSh-23L na Mi-24VP in Mi-24VM s 450 naboji
- Strojnice pri straneh

- Zunanji nosilci
- do 1500 kg orožja

- Bombe:
- do 500 kg (najverjetne ZAB, FAB, RBK, ODAB)

- Rakete:
- UB-32 S-5
- S-24 240 mm
- 9M17 Phalanga
- 9K114 Šturm